# Mikołajówka (obwód tarnopolski)
Mikołajówka (ukr. Миколаївка, Mykołajiwka) – wieś na Ukrainie, w obwodzie tarnopolskim, w rejonie czortkowskim, nad Dniestrem.

## Historia
Po zakończeniu I wojny światowej, od listopada 1918 roku do lata 1919 roku Mikołajówka znajdowała się w Zachodnioukraińskiej Republice Ludowej.
Do 12 listopada 2015 wieś była siedzibą rady wiejskiej.